# Henryk Sozański
Henryk Andrzej Sozański (ur. 11 listopada 1939 w Probużnej) – polski teoretyk sportu, profesor nauk o kulturze fizycznej, rektor Akademii Wychowania Fizycznego w Warszawie (1996-2002 i 2005-2008).

## Życiorys
W młodości uprawiał skok wzwyż w Zrywie Pruszków (1957) i Legii Warszawa (1958-1962). W 1957 został wicemistrzem Polski juniorów i wynikiem 1,87 poprawił rekord Polski w tej kategorii wiekowej, a także w meczu międzypaństwowym juniorów Z RFN. W tabeli wyników 1957 jego rezultat 1,875 dał mu 8. miejsce w Polsce, jego rekord życiowy wynosił 1,93 (27.06.1961).
W 1962 ukończył studia w Akademii Wychowania Fizycznego w Warszawie i w tym samym rozpoczął pracę w macierzystej uczelni. Tam w 1970 obronił pracę doktorską Zmiany wydolności i stanu wytrenowania w świetle wybranych wskaźników fizjologicznych i sprawnościowych w rocznym cyklu treningowym na przykładzie skoku w dal napisaną pod kierunkiem Haliny Szwarc, w 1987 uzyskał stopień doktora habilitowanego na podstawie pracy Zróżnicowanie rozwoju sportowego młodocianych zawodników w zależności od rodzaju treningu, w 1993 otrzymał tytuł profesora.
W AWF pracował w Zakładzie Teorii Sportu, kierował nim w latach 1984-1991 i 1995-2009, w latach 1980-1984 i 1995-1996 był wicedyrektorem Instytutu Sportu AWF ds. nauki, w latach 1996-2002 i 2005-2008 rektorem AWF. W latach 1999-2002 był wiceprzewodniczącym, w latach 2005-2008 przewodniczącym Kolegium Rektorów Uczelni Wychowania Fizycznego.
W latach 1960-1972 pracował równocześnie jako trener w Legii Warszawa, w latach 1967-1972 odpowiadał w Polskim Związku Lekkiej Atletyki za szkolenie młodzieży w skokach. W 1972 został kierownikiem działu metodyczno-szkoleniowego miesięcznika Lekkoatletyka. W 1980 został członkiem Rady ds. Sportu Głównego Komitetu Kultury Fizycznej i Sportu. W 1984 był koordynatorem szkolenia kobiecej reprezentacji Polski, która wystąpiła na zawodach Przyjaźń-84. W latach 1984-1990 był zastępcą dyrektora Resortowego Centrum Metodyczno-Szkoleniowego Kultury Fizycznej i Sportu, od 1984 był członkiem, od 1994 przewodniczącym Centralnej Komisji Kwalifikacyjnej ds. Trenerów. Był członkiem Centralnej Komisja do Spraw Stopni i Tytułów (2003-2010). W 2020 został redaktorem naczelnym pisma Wychowanie Fizyczne i Sport.
W 1999 został odznaczony Krzyżem Oficerskim Orderu Odrodzenia Polski Otrzymał godność doktora honoris causa Kijowskiego Państwowego Uniwersytetu Wychowania Fizycznego (1995), Akademii Wychowania Fizycznego i Sportu w Gdańsku (2007), Kazachskiej Akademii Sportu i Turystyki w Ałma-Acie (2019), a także Lwowskiego Państwowego Uniwersytet Kultury Fizycznej.